# Georges Rawiri
Georges Rawiri, né le 10 mars 1932 à Lambaréné (Gabon) et mort à Paris (France) le 9 avril 2006, est un homme politique, diplomate et poète gabonais.

## Biographie

### Parcours académique
Après des études secondaires en France à Alès (Gard), il obtient un diplôme de cadre technique de radiodiffusion. 

### Début de carrière
De retour au Gabon, il entreprend une carrière dans l’audiovisuel, d’abord à Radio-Gabon, dont il devient directeur en décembre 1960, puis à la Radio-diffusion-télévision gabonaise.

### Parcours politique
En 1964, il est nommé ministre de l'Information, du Tourisme, des Postes et des Télécommunications. En 1965, il devient ambassadeur en France puis en 1967 ministre d'État, chargé de l'ambassade de la République gabonaise en France. 
En 1971, il rentre au Gabon et poursuit une carrière ministérielle :
- 1971 : Ministre d'État, chargé des Affaires étrangères et de la Coopération
- 1973 : Ministre délégué à la présidence de la République
- 1974 : Ministre d'État à la présidence de la République, chargé de la Coordination économique et financière, représentant personnel du chef de l'État
- 1975 : Ministre d'État, ministre des Transports et de la Marine marchande
- 1982 : Premier vice-Premier ministre, ministre des Transports
- 1983 : Premier vice-Premier ministre, chargé de la suppléance de la Primature, ministre des Transports terrestres, ferroviaires, fluviaux et lagunaires, chargé de la Communication sociale

D'après le troisième tome des Mémoires du président français Valéry Giscard d'Estaing publié en 2004, il se présente en mars 1981 à l'accueil du palais de l'Élysée pour remettre une malette de billets à l'équipe du candidat sortant sur instruction du président gabonais Omar Bongo. D'après cette même source, il aurait été éconduit.
Il est élu président du Sénat le 10 mars 1997 et réélu le 26 février 2003.
Georges Rawiri était proche du président Omar Bongo. Il écrira une chanson, C'est Le Président qu'il nous faut, chantée par Gérard La Viny,.

### Distinctions
En 1980, il est décoré grand officier de la Légion d'honneur française.